# Dębiniec (Opole)
Pour les articles homonymes, voir Dębiniec.
Dębiniec est une localité polonaise du gmina de Murów dans la voïvodie et le powiat d'Opole.